# Факультет іноземних мов Південноукраїнського національного педагогічного університету імені К. Д. Ушинського
Факультет іноземних мов — структурний підрозділ Південноукраїнського національного педагогічного університету імені К. Д. Ушинського. Деканом факультету є Олександра Володимирівна Попова.

## Історія
Факультет іноземних мов був створений у 2001 році у складі Інституту мов світу (2001 — 2014) Південноукраїнського національного педагогічного університету імені К. Д. Ушинського. 
З вересня 2017 року декан факультету – докторка педагогічних наук, професорка Попова Олександра Володимирівна.

## Структура
Факультет університету об’єднує три кафедри:

### Кафедри
- Кафедра германської філології та методики викладання іноземних мов
- Кафедра перекладу і теоретичної та прикладної лінгвістики
- Кафедра західних і східних мов та методики їх навчання